# Міхаела Кірхгассер
Міхаела Кірхгассер (нім. Michaela Kirchgasser; нар. 8 травня 1985) — австрійська гірськолижниця, що спеціалізується в слаломі, гігантському слаломі та гірськолижній комбінації, триразова чемпіонка світу, дворазова срібла та бронзова призерка чемпіонатів світу.
Свої три золоті медалі та одну срібну чемпіонатів світу Міхаела виборола в складі збірної Австрії в командних змаганнях. Вона також має срібну медаль у слаломі та дві бронзові у гірськолижній комбінації.

## Результати кубка світу

### Місце в сезоні
| Сезон | Вік | Загальний залік | Слалом | Гігантський слалом | Супергігант | Швидкісний спуск | Комбінація |
| ----- | --- | --------------- | ------ | ------------------ | ----------- | ---------------- | ---------- |
| 2002  | 16  | 89              | 33     | —                  | —           | —                | —          |
| 2003  | 17  | 81              | 36     | —                  | —           | —                | —          |
| 2004  | 18  | 63              | 25     | 48                 | —           | —                | —          |
| 2005  | 19  | 58              | 31     | 25                 | —           | —                | —          |
| 2006  | 20  | 20              | 14     | 9                  | —           | —                | 20         |
| 2007  | 21  | 8               | 13     | 3                  | —           | —                | 4          |
| 2008  | 22  | 33              | 13     | 18                 | —           | —                | 21         |
| 2009  | 23  | 22              | 20     | 10                 | —           | —                | 17         |
| 2010  | 24  | 19              | 24     | 15                 | 36          | 51               | 3          |
| 2011  | 25  | 21              | 16     | 17                 | 47          | 48               | 6          |
| 2012  | 26  | 10              | 2      | 21                 | —           | —                | —          |
| 2013  | 27  | 14              | 12     | 16                 | —           | —                | 3          |
| 2014  | 28  | 25              | 15     | 30                 | —           | —                | 2          |
| 2015  | 29  | 29              | 16     | 22                 | —           | —                | 8          |
| 2016  | 30  | 15              | 10     | 12                 | 50          | 54               | 3          |

### Подіуми
- 3 перемоги — (1 в гігантському слаломі, 2 в слаломі)
- 16 подіумів — (5 в гігантському слаломі, 3 в слаломі, 6 в комбінації, 2 в паралельному слаломі)

| Сезон | Дата              | Місце змагань                  | Дисциліна          | Місце |
| ----- | ----------------- | ------------------------------ | ------------------ | ----- |
| 2007  | 25 листопада 2006 | Аспен, США                     | гігантський слалом | 3     |
| 2007  | 15 грудня 2006    | Райтеральм, Австрія            | суперкомбінація    | 2     |
| 2007  | 24 лютого 2007    | Сьєра-Невада, Іспанія          | гігантський слалом | 1     |
| 2007  | 10 березня 2007   | Цвізель, Німеччина             | гігантський слалом | 3     |
| 2007  | 18 березня 2007   | Ленцергайде, Швейцарія         | гігантський слалом | 3     |
| 2009  | 25 січня 2009     | Кортіна-д'Ампеццо, Італія      | гігантський слалом | 2     |
| 2010  | 29 січня 2010     | Санкт-Моріц, Швейцарія         | суперкомбінація    | 2     |
| 2012  | 3 січня 2012      | Загреб, Хорватія               | слалом             | 3     |
| 2012  | 22 січня 2012     | Кранська Гора, Словенія        | слалом             | 1     |
| 2012  | 21 лютого 2012    | Москва, Росія                  | паралельний слалом | 2     |
| 2012  | 17 березня 2012   | Шладмінг, Австрія              | слалом             | 1     |
| 2013  | 1 січня 2013      | Мюнхен, Німеччина              | паралельний слалом | 3     |
| 2013  | 24 лютого 2013    | Мерібель, Франція              | суперкомбінація    | 3     |
| 2014  | 12 січня 2014     | Альтенмаркт-ім-Понгау, Австрія | суперкомбінація    | 2     |
| 2016  | 18 грудня 2015    | Валь-д'Ізер, Франція           | суперкомбінація    | 3     |
| 2016  | 13 березня 2016   | Ленцергайде, Швейцарія         | суперкомбінація    | 2     |